# Friedrich Schottky

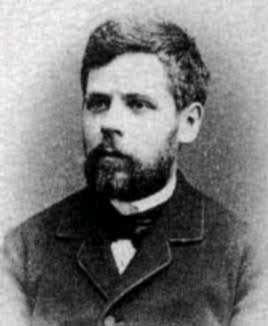
Friedrich Schottky

Friedrich Hermann Schottky (* 24. Juli 1851 in Breslau, Provinz Schlesien; † 12. August 1935 in Berlin) war ein deutscher Mathematiker.

## Leben
Der Vater Dr. Hermann Friedrich Schottky war Englischlehrer. Sein Sohn Friedrich besuchte in Breslau ab 1860 das Maria-Magdalenen-Gymnasium. Er sowie Max Grube, Heinrich Rosin, Eberhard Gothein und andere hatten auf dem Magdalenäum den literarischen Bund Concordia gegründet. Die Zeitschrift, an der sie mitarbeiteten, hatte den programmatischen Titel Bildung der Jugend durch sich selbst. Nach dem Abitur studierte Schottky von 1870 bis 1874 Mathematik an der Universität Breslau. Dann ging er zu den Professoren Karl Weierstraß und Hermann von Helmholtz an die Berliner Humboldt-Universität, wo er 1875 promoviert wurde. Seine Arbeit mit dem Titel „Über die conforme Abbildung mehrfach zusammenhängender ebener Flächen“ wird als historische Dissertation gewürdigt. 1878 habilitierte sich Schottky an der Philosophischen Fakultät der Universität Breslau. Einer der Disputanten war Eberhard Gothein.
Schottky lehrte von 1878 bis 1882 als Dozent an der Universität Breslau. 1882 wurde er als Professor für höhere Mathematik an die Eidgenössische Technische Hochschule Zürich berufen. Hier blieb er zehn Jahre. 1892 folgte er dem Ruf als Professor an die Philipps-Universität Marburg. Nach weiteren zehn Jahren kehrte er 1902 nach Berlin zurück, wo er als angesehener Mathematiker bis zu seiner Emeritierung im Jahre 1922 tätig war. Seit 1900 war Schottky korrespondierendes und seit 1902 ordentliches Mitglied der Preußischen Akademie der Wissenschaften zu Berlin. 1911 wurde er zum korrespondierenden Mitglied der Göttinger Akademie der Wissenschaften gewählt. Zu seinen Studenten gehörten Heinrich Wilhelm Ewald Jung, Paul Koebe, Leon Lichtenstein, Chaim Müntz, Robert Jentzsch und Konrad Knopp.
Schottky war verheiratet mit Henriette Schottky (geb. Hammer, 1858–1947) und starb im Alter von 84 Jahren. Das Begräbnis fand in Berlin-Steglitz im engsten Familienkreise statt. Er hatte eine Tochter und vier Söhne, darunter den Physiker Walter Schottky (1886–1976) und den Botaniker Ernst Max Schottky (1888–1915).

## Werk
Die Schwerpunkte seiner Arbeiten sind die elliptischen Funktionen, abelsche Funktionen und die Thetafunktionen. Er veröffentlichte 55 Abhandlungen und das Buch „Abriß einer Theorie der Abel’schen Functionen von drei Variablen“. Zur Funktionentheorie und zu Fragen der konformen Abbildung leistete Schottky wesentliche Beiträge. Seine Verallgemeinerung der Lehrsätze von Charles Emile Picard und Edmund Landau nennen Mathematiker den „Satz von Schottky“.
Nach ihm ist das Schottky-Problem der Charakterisierung der Jacobi-Varietäten unter den abelschen Varietäten benannt. Es wurde von Takahiro Shiota 1986 gelöst, ist aber nach wie vor Gegenstand der Forschung.
Bei ihm finden sich erste Ansätze zur Teichmüller-Theorie. Im Anhang seiner Dissertation bewies er, dass Riemannsche Flächen durch meromorphe Funktionen in ebenen Gebieten parametrisiert werden können. Nach Felix Klein entfernte aber sein Doktorvater Karl Weierstraß diesen Teil aus seiner Dissertation.

## Werke
- Werke von Friedrich Schottky im Electronic Research Archive for Mathematics
- Abriß einer Theorie der abelschen Functionen von drei Variablen, Teubner 1880 (Projekt Gutenberg)